# Hikari Noa
Hikari Noa (en japonés: 乃蒼ヒカリ, Noa Hikari) (Hokkaidō, 18 de febrero de 1998) es una luchadora profesional japonesa, conocida por su paso por la promoción Tokyo Joshi Pro Wrestling, donde ha sido campeona del International Princess Championship.

## Carrera profesional

### Circuito independiente (2018-presente)
En el CyberFight Festival 2021, un evento crossover promovido por TJPW en asociación con DDT Pro-Wrestling y Pro Wrestling Noah el 6 de junio, Noa formó equipo con Mizuki y Yuki Arai en un esfuerzo perdedor contra Saitama Itoh Respect Army (Maki Itoh, Yuki Kamifuku y Marika Kobashi).

### DDT Pro Wrestling (2018-presente)
Debido a que Tokyo Joshi Pro Wrestling era la promoción hermana de DDT, Noa es conocida por sus apariciones esporádicas en esta última federación. En el DDT Street Wrestling In Tokyo Dome Returns del 31 de octubre de 2021, compitió en un gauntlet tag team match en el que hizo equipo con Hyper Misao para enfrentarse a los equipos de The 37KAMIINA (Konosuke Takeshita, Mao, Shunma Katsumata y Yuki Ueno), Brahman Brothers (Brahman Kei y Brahman Shu), Chris Brookes y Gorgeous Matsuno, 121000000 (Maki Ito y Miyu Yamashita), Pheromones (Danshoku Dino, Yuki Iino y Yumehito Imanari) y Tetsuya Endo, y Kazuki Hirata, Kazusada Higuchi, Kouzi y Shinya Aoki.
Noa también es conocida por competir en varios eventos de la firma DDT. En cuanto a la rama de eventos de DDT Peter Pan, hizo su primera aparición en Wrestle Peter Pan 2021 el 21 de agosto de ese año, en el que formó equipo con Kuro-chan, Super Sasadango Machine y Tetsuhiro Kuroda en un combate en el que se tuvieron que enfrentar a Atsushi Onita, Sanshiro Takagi, Akito y Maki Itoh.

### Tokyo Joshi Pro Wrestling (2018-presente)
A su vez, Noa hizo su debut en la lucha profesional en TJPW Tokyo Joshi Pro '18, un evento promovido por Tokyo Joshi Pro Wrestling el 4 de enero de 2018, donde hizo equipo con Raku como "Up Up Girls" en una derrota contra sus compañeras de stable Pinano Pipipipi y Miu Watanabe en un tag team match.
En TJPW 10 Vs. 10 - Red And White Winning Match el 3 de abril de 2020, Noa compitió en un combate por equipos de veinte mujeres en el que formó equipo con Haruka Neko, Mina Shirakawa, Mirai Maiumi, Miu Watanabe, Miyu Yamashita, Mizuki, Rika Tatsumi, Yuki Aino y Yuki Kamifuku como "Equipo Blanco" para derrotar al "Equipo Rojo" (Hyper Misao, Mahiro Kiryu, Maki Itoh, Nodoka Tenma, Pom Harajuku, Raku, Sena Shiori, Shoko Nakajima, Suzume y Yuna Manase). En el TJPW Wrestle Princess del 7 de noviembre de 2020, Noa se enfrentó sin éxito a Yuki Kamifuku en la final por el vacante cinturón del International Princess Championship después de haber derrotado a Pom Harajuku y Mirai Maiumi en las fases previas.

## Campeonatos y logros
- Tokyo Joshi Pro Wrestling
  - International Princess Championship (1 vez)[10]
  - Princess Tag Team Championship (1 vez) – con Nao Kakuta